# Bailliage de Franche-Comté

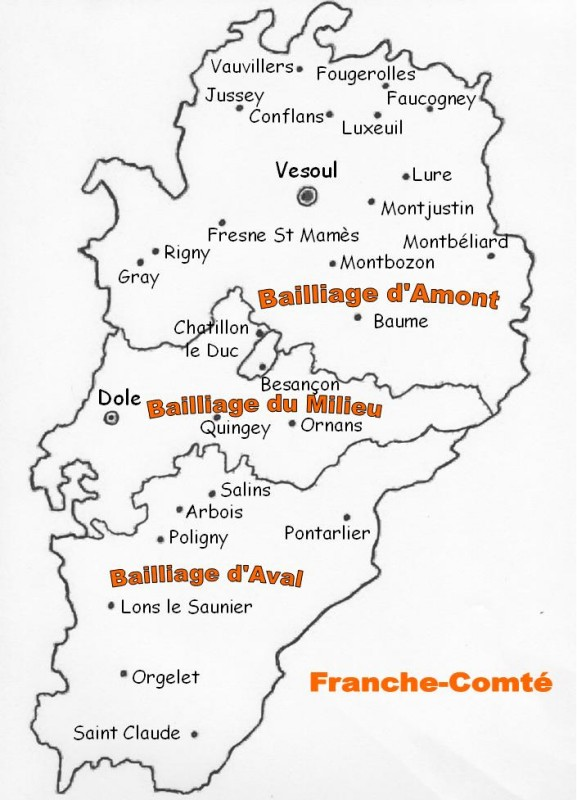
Les bailliages de Franche Comté avant 1790

Les Bailliages de Franche-Comté sont des anciennes circonscriptions territoriales situées dans la région Franche-Comté et auparavant dans le comté de Bourgogne.
Le bailliage était la charge et le territoire administré par un bailli. Les bailliages francs-comtois étaient eux-mêmes divisés en prévôtés.
En 1333, Philippe VI de France crée le bailliage d'Amont et le bailliage d'Aval ; le bailliage du Milieu (ou de Dole) est le fait de Philippe le Bon en 1422, avec le démantèlement partiel du bailliage d'Aval ; le bailliage de Besançon date de 1676, constitué de parties des bailliages d'Amont et du Milieu. Le comté de Montbéliard ne fait pas partie du comté de Bourgogne. Les termes Amont et Aval sont désignent les bailliage par leur position vis-à-vis de la Saône.

## Le comté de Bourgogne
Ce sera la Franche-Comté. Également appelé Haute Bourgogne, le bailliage d'Amont et celui d'aval sont les deux premiers composants de la Franche-Comté. Cette région avait été partagée sous le règne du duc Eudes IV, en 1332 et divisée en deux bailliages ; par la suite les comtes de Bourgogne en établissent un troisième à Dole (bailliage du milieu) et Philippe IV d'Espagne, qui avait uni la ville de Besançon à la Franche-Comté, créé en 1664 celui de Besançon. Le bailliage d'Amont qui occupe toute la partie septentrionale de la Franche-Comté est le plus étendu des quatre. Il compte 803 villes et villages, et son bailli a sous sa juridiction les trois sièges particuliers: ceux de Gray, de Vesoul et de Baume-les-Dames. Les autres agglomérations les plus importantes du bailliage d'Amont sont Champlitte, Pontarlier, Faucogney, Faverney, Jonvelle, Lure, Luxeuil et Pesmes.

## Histoire

### Le comté de Port
Le bailliage d'Amont est établi sur les limites de la vicomté de Vesoul et cette dernière en devient naturellement le chef-lieu. La ville et son pagus (division d'une province) forment un comté bourguignon appelé comté de Vesoul ou des Vésuliens et plus tard comté de Port ou des Portisiens. Trente-deux comtés appartiennent à tout le royaume Bourguignon et seulement cinq dans la province séquanaise : Besançon (siège du gouverneur de cette province), le comté de Port, le comté d'Amaous, le comté de Warasch et le comté de Scoding avec à leurs têtes un gouverneur portant le titre de président ou de consul ou encore de recteur. Ce gouverneur est tenu de visiter sa province dès le printemps et de veiller à la bonne gestion des municipalités, de constater l'état des routes et des édifices publics. Ces cinq comtés sont administrés par un comte ou comite qui sont souvent un chef militaire et auquel est adjoint un lieutenant dans les principales villes de leurs comtés ; un comte fut donc établi à Vesoul, chef-lieu du pagus de Port. À la fin du Xe siècle Otte-Guillaume, comte supérieur des Deux Bourgognes, remplace les comtes par des vicomtes qu'il place ainsi sous son autorité directe et non plus sous celle du roi de Bourgogne. À partir du XIIIe siècle est créé le bailliage d'Amont en lieu et place de la vicomté de Vesoul.

### Le légat de Bourgogne
Lorsque l'empereur Frédéric Barberousse devint comte de Bourgogne il fallut se rendre à l'évidence que celui-ci n'avait pas le temps de s'occuper des plaids (assemblée sur le modèle germanique). Il nomma donc un homme de confiance pour gérer cette province à sa place et c'est ainsi que fut créé le poste de justicier ou légat dévolu à un officier et dont les fonctions sont de courte durée. Il est à la tête d'une cour ambulatoire composée des hauts barons du pays et ils parcourent la province comme l'avaient fait les comtes et avant eux les missi dominici de Charlemagne et encore avant les gouverneurs romains. Plus tard Othon II reconnu la nécessité de confier à un intendant, fondé de pouvoir, tuteur donc bailli la haute direction de la justice, des finances et de la défense des vicomtés ; en répondant à ce besoin du moment Othon II vient de jeter les bases de l'institution des bailliages qui durera jusqu'en 1790.

### Cas Royaux et Bourgeois du Roi
Le bailli général est donc le dépositaire de l'autorité du comte de Bourgogne, à ce titre il domine toute la hiérarchie des gens de justice et ses décisions ne peuvent pas être contestées. Un seul officier suffit à cette époque pour veiller sur les terres du comte car le reste de la province (presque les trois quarts) est composé de fiefs qui s'administrent en toute indépendance et où le bailli n'a pas à intervenir. En 1333 Philippe VI de France, pour mettre fin à l'indépendance juridique des fiefs, décide la création d'un parlement, copié sur le modèle des plaids, et dont l'étendue du territoire nécessite la création de deux postes de baillis sous son autorité : celui d'Amont et celui d'Aval. Leur premier travail est d'empiéter sur le droit de justice des seigneurs afin de créer des frictions entre eux et le parlement, tant et si bien que les baillis en tirèrent prétexte pour créer les cas royaux qui leur permettent d'accaparer l'instruction de certains crimes et délits (lèse-majesté, empêchement aux officiers du roi, méconnaissance des droits, troubles, sédition, fabrication de monnaie, atteinte aux biens royaux et religieux...). Un deuxième moyen pour supplanter définitivement les seigneurs dans leur droit de justice leur fut donné par Philippe VI de France lorsqu'il promulgua l'ordonnance par laquelle les sujets peuvent se placer sous la protection des officiers du domaine en se faisant recevoir bourgeois du roi et ainsi se déclarer justiciable du bailli.

### Confirmation des libertés
Peu après la création des deux bailliages, en 1349, Jeanne de Boulogne qui agit pour le compte de son fils le duc Philippe Ier de Bourgogne, réunit la première assemblée d'états du comté de Bourgogne. En présence de Jean II de Chalon-Arlay et d'Henri de Montfaucon, comte de Montbéliard, il est décidé que « toutes bonnes coutumes, libertés et franchises qui sont et ont été en la comté de Bourgogne seront gardées et tenues, sans jamais aller encontre ». Publiées une première fois à Gray, elles sont confirmées l'année suivante par Jean duc de Normandie, qui vient d'épouser Jeanne de Boulogne, et par les barons du comté (Jean III de Chalon-Arlay, Thiébaud VI de Neuchâtel, Guillaume d'Antigny, Jacques de Grandson, Henri de Belvoir, Aymé de Faucogney, Guy et Guillaume de Rougemont, Henri de Longwy, Jean de Faucogney, les seigneurs d'Oiselay, Rupt, Roche-sur-l'Ognon, Vienne-Roulans...).

### Les trois chambres
Le bailliage d'Amont est composé de trois chambres votant séparément et ayant des droits égaux : celle du clergé (où siègent les dignitaires ecclésiastique), celle de la noblesse (composée des gentilshommes possédant un fief) et celle du tiers (présidée par le lieutenant-général de Vesoul avec les représentants des prévôtés et des maires). Le bailli se fait assister de prud'hommes ; ainsi dans une sentence de 1345 Jehans de Montagney, bailli de Bourgogne, parle de « moult de bonnes gens » et de « conseil de bonnes gens » pour rendre sa décision de justice. Pour mener à bien ses enquêtes il a recours à son lieutenant ou aux notaires ou encore à des commis-greffiers appelés clercs-jurés.

### Lieutenant et lieutenant-général
Petit à petit le bailli en vient à tenir des assises de plus en plus souvent à Gray et à Baume-les-Dames où il doit passer plusieurs jours à chaque fois, si bien qu'il est décidé la création, dans ces deux villes, de sièges particuliers avec à leurs têtes des lieutenants locaux et un procureur du bailliage en plus de celui de Vesoul. Le lieutenant de Baume-les-Dames a sous sa juridiction la prévôté de Baume, celui de Gray a celle d'Apremont en plus de Gray, et celui de Vesoul  à Chariez, Port-sur-Saône, Montjustin, Montbozon, Cromary, Jussey et Faucogney ; ils sont supervisés par le lieutenant-général de bailliage qui suppléé le bailli dans tout son ressort. À partir de 1578 les lieutenants locaux de Gray et de Baume prennent le titre de lieutenant-général du fait de l'importance de plus en plus grande de leurs rôles, aussi il devient courant de parler des bailliages de Gray de Baume et de Vesoul, ce qui eut pour effet de nommer les lieutenants-généraux comme baillis et donc le bailli en titre devient le grand-bailli.

### Remplacement des bailliages
À la Révolution, comme partout en France, les bailliages ont été remplacés, jusqu'en 1958, par les justices de paix implantées dans chaque canton, puis au-delà, par les tribunaux d'instance, médiateurs et conciliateurs.

## Liste des bailliages

### Bailliage d'Amont
Il s'étend au nord de la province avec le versant sud-ouest des Vosges, le plateau de la Haute Saône et la région de Baumes les Nones. Le chef-lieu est Vesoul et le centre économique est Gray.
- prévôté de Jussey
- prévôté de Port-sur-Saône (dans l'ancien comté de Port, comme Vesoul)
- prévôté de Faucogney (pays du Chanois)
- prévôté de Montjustin-et-Velotte
- prévôté de Montbozon
- prévôté de Cromary (secteur de Rioz : pays du Jorans)
- bailliage de Baume-les-Dames (dans l'ancien comté de Varais)
- bailliage de Vesoul
- bailliage de Gray (dans l'ancien comté d'Amaous)
- abbaye de Luxeuil (pays de la Chaux)
- abbaye de Lure

### Bailliage d'Aval ou de Salins
Il s'étend au sud.
- bailliage d'Arbois
- bailliage de Salins (pays de Scoding, comme Poligny, Arbois, Montmorot, Orgelet)
- bailliage de Pontarlier (de l'ancien comté de Varais, Warasch)
- bailliage de Poligny
- bailliage d'Orgelet
- bailliage de Montmorot
- abbaye de Saint-Claude (pays de Moirans)

Le bailliage d'Aval occupe la partie méridionale de la Franche-Comté et son siège se trouvait à Montmorot avant d'être transféré à Lons-le-Saunier. Les sièges subalternes sont les villes d'Arbois, de Salins-les-Bains, de Pontarlier, de Poligny, d'Orgelet et il compte les terres de l'abbaye de Saint-Oyand-de-Joux parmi ses possessions.
Le bailli d'Amont gardait une prééminence sur celui d'Aval. Ceci fut confirmé par Philippe II de Bourgogne en 1389 où il précise que ce bailliage aurait pour président le lieutenant de celui d'Amont, ce poste n'a pas été donné au bailli car il appartenait à l'aristocratie de la province et avait donc déjà la qualité de gentilhomme et sa place dans la chambre de la noblesse.
Sous le règne de Philippe III de Bourgogne l'administration de la justice et la gestion des revenus municipaux sont confiées à un « chef de la bourgeoisie » choisi par le bailli d'Aval sur une liste de quatre candidats présentés par le collège des « chefs-d'hôtel » ou notables. Ce « chef de la bourgeoisie » échangeait son titre contre celui de « maire » en 1525.

### Bailliage du Milieu ou de Dole
- bailliage de Dole (pays d'Amaous)
- bailliage de Quingey
- bailliage d'Ornans (pays du Varais, comme Quingey)
- seigneurie d'Étrabonne

### Bailliage de Besançon
En 1664, Besançon perd son statut de ville libre impériale et devient possession de la couronne d'Espagne. Après l'annexion de la Franche-Comté par la France, Louis XIV crée, en1676, un bailliage constitué de :
- la ville de Besançon
- le secteur de Châtillon-le-Duc[6] pris sur le bailliage du Milieu.

- Liste des grands-baillis de Besançon :

- Marc de Montaigu de Boutavant (1676-1681)
- Claude-Marc de Montaigu de Boutavant (1681-1705)
- Jean-Claude de Montaigu de Boutavant (1705-1755)[7]
- ? (1755-1785)
- Louis de Saint-Mauris-Montbarrey 1785?-1790[8]